# Hypsiprymnodontidae
Gli Ipsiprimnodontidi (Hypsiprymnodontidae Collett, 1877) sono una famiglia di Macropodiformi costituita da uno dei due generi comprendenti animali noti comunemente come ratti canguro. A questo genere appartiene attualmente una sola specie, il ratto canguro muschiato, diffuso in Australia settentrionale e Nuova Guinea. Tra le specie estinte, ricordiamo il gigantesco Propleopus, vissuto nel Pleistocene, ed Ekaltadeta, dalle spiccate attitudini carnivore.